# زكي طليمات
زكي طُلَيْمات (29 أبريل 1894 - 22 ديسمبر 1982)، ممثل ومؤلف ومخرج وأحد رواد المسرح المصري. عرف بدور (الدوق آرثر) في فيلم (الناصر صلاح الدين). أسس المسرح المدرسي في عام 1937، وشغل منصب أول مدير للمعهد العالي للتمثيل في عام 1944. أخرج زكي 12 عمل مسرحي، وعمل على ترجمة عدد من الأعمال المسرحية العالمية. حاز على جائزة التفوق المسرحي، ومنحه المجلس الأعلى لرعاية الفنون والآداب والعلوم الاجتماعية جائزتي الدولة التشجيعية والتقديرية في الفنون في عام 1961 وعام 1975.

## حياته
ولد بحي عابدين في القاهرة، حصل على البكالوريا من الخديوية الثانوية، والتحق بمعهد التربية ثم أوفد في بعثة إلى فرنسا لدراسة فن التمثيل في باريس في مسرح الكوميدي فرانسيز والأوديون، وعاد حاملًا دبلومًا في الإلقاء والأداء وشهادة في الإخراج.
عمل مراقبًا للمسرح المدرسي من 1937 إلى 1952 ثم مديرًا للمسرح القومي من 1942 إلى 1952، ثم مؤسسًا وعميدًا لمعهد التمثيل، وأيضًا عمل مديرًا عامًا للمسرح المصري الحديث، ومشرفًا فنيًا على فرقة البلدية في تونس من 1954 إلى 1957 ثم مشرفًا فنيًا على المسرح العربي في الكويت.
عُرف زكي طليمات بدور آرثر الشهير في فيلم «صلاح الدين» وقد عرفه مشاهدو هذا الفيلم بجملته الشهيرة لليلى فوزي «في ليلة أقل جمالًا من ليلتنا ستأتين زاحفة إلى خيمتي يا فرجينيا».
ويعرفه جمهور السينما أيضًا بشخصية المليونير والد زبيدة ثروت في فيلمها مع عبد الحليم حافظ «يوم من عمري» وهو حاصل على جائزتي الدولة التشجيعية والتقديرية، ودرجة الدكتوراه الفخرية، وتوفي عام 1982.

## أعماله

### الإخراج

#### المسرحيات
| الإنتاج | المسرحية               |
| ------- | ---------------------- |
| 1935    | أهل الكهف              |
| 1962    | ابن جلا                |
| 1962    | صقر قريش               |
| 1963    | مضحك الخليفة أبو دلامة |
| 1963    | المنقذة                |
| 1963    | عمارة المعلم كندوز     |
| 1963    | فاتها القطار           |
| 1963    | استارثوني وأنا حي      |
| 1964    | الكنز                  |
| 1964    | آدم وحواء              |
| 1972    | أوبريت موال من مصر     |

#### الأفلام
| الإنتاج | الفيلم       |
| ------- | ------------ |
| 1959    | من أجل امرأة |

### التمثيل

#### الأفلام
| الإنتاج | الفيلم             |
| ------- | ------------------ |
| 1937    | نشيد الأمل         |
| 1943    | العامل             |
| 1944    | ابنتي              |
| 1945    | أحلاهم             |
| 1946    | أرض النيل          |
| 1948    | مغامرات عنتر وعبلة |
| 1958    | خالد بن الوليد     |
| 1960    | بهية               |
| 1961    | يوم من عمري        |
| 1961    | نصف عذراء          |
| 1963    | الناصر صلاح الدين  |

## المؤهلات العلمية
- حصل على البكالوريا من الخديوية الثانوية.
- التحق بمعهد التربية.
- أوفد في بعثة إلى فرنسا للدراسة في معهد التمثيل بباريس، ومسرح الكوميدي فرانسيز، ومسرح الأوديون، ومعهد حرفية المسرح بباريس.
- حصل من المعاهد والمسارح المذكورة على دبلوم في الإلقاء والأداء، وشهادة فن الإخراج وشهادة المناظر المسرحية وحرفية المسرح.

## الوظائف التي شغلها
- مراقب المسرح المدرسي (1937-1952).
- المدير الفني للمسرح القومي (1942-1952).
- العميد المؤسس لمعهد فن التمثيل العربي (1944-1952).
- مدير عام المسرح المصري الحديث (1950-1952).
- المشرف الفني العام لفرقة البلدية بتونس (1954-1957).
- المشرف الفني العام لفرقة المسرح العربي بالكويت (1961-1963).

## أوجه نشاطه
- اشترك في مؤتمر المسارح الدولية بباريس، 1931، 1937.
- أسندت إليه بعض الأدوار التمثيلية، كما ساعد في الإخراج في المجال السينمائي.
- كتب في جرائد ومجلات عديدة مثل: الهلال، المقتطف، الفكر العربي، الرسالة، العربي.
- كتب مقدمات فنية لعدة مؤلفات ومسرحيات.
- يمتاز إخراجه للمسرحيات بالدراسة العميقة والتناسق بين الملابس والمناظر والحركة المسرحية وتوزيع الإضاءة.

## الهيئات التي ينتمي إليها
عضو لجنة المسرح بالمجلس الأعلى لرعاية الفنون والآداب والعلوم الاجتماعية سابقا.

## ترجماته
- مسرحية «الجلف» لتشيكوف.
- مسرحية «الوطن» لسارود.
- مسرحية «المعركة» لفروندى.

## الجوائز والأوسمة
- نيشان الافتخار من درجة كوماندور من الحكومة التونسية، عام 1950.
- جائزة الدولة التشجيعية في الفنون من المجلس الأعلى لرعاية الفنون والآداب والعلوم الاجتماعية، عام 1961.
- جائزة الدولة التقديرية في الفنون من المجلس الأعلى لرعاية الفنون والآداب والعلوم الاجتماعية، عام 1975.